# Кириллов, Владимир Тимофеевич
Влади́мир Тимофе́евич Кири́ллов (2 [14] октября 1890, деревня Харино, Духовщинский уезд, Смоленская губерния, Российская империя — 16 июля 1937, по другим данным, 1943, Москва, СССР) — русский советский поэт, принадлежал к пролетарской поэзии.

## Биография
Родители: Тимофей Владимирович и Анна Францевна[уточнить]. Отец работал в книжной лавке в Смоленске.
В 1903 году поступил юнгой на корабль торгового флота. С 1905 году активно участвовал в революционном движении; в 1906—1909 гг. был в ссылке в Усть-Сысольске; в 1914 году жил в Санкт-Петербурге. В 1913 году опубликовал первые стихи в рабочей печати.
Во время Первой мировой войны был мобилизован в армию. 

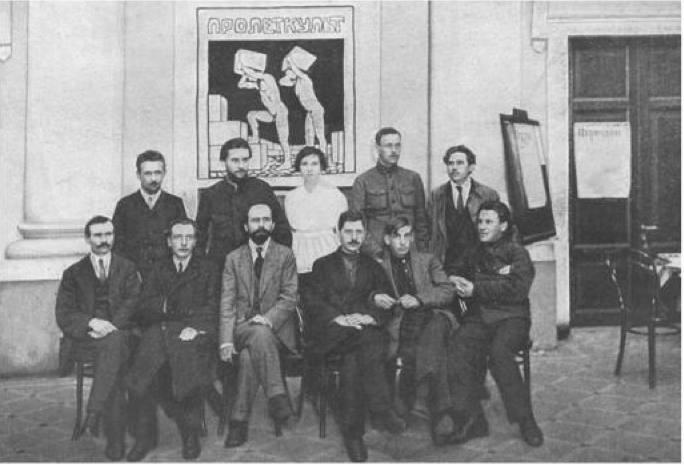
Президиум Первой Всероссийской конференция Пролеткульта (сентябрь 1918).
В. Кириллов — стоит крайний справа

В 1917—1918 гг. — секретарь партийной организации большевиков в одном из московских районов. В 1918 году работал в петроградском, в конце 1918 года — начале 1919 года в тамбовском, а в конце 1919 года в московском Пролеткульте.
В 1920 году перешёл в «Кузницу», затем стал первым председателем ВАПП. Для Кириллова и М. П. Герасимова, с которым он был дружен, введение нэпа в 1921 г. представлялось изменой идее революции, и они вышли из партии. С тех пор Кириллов отошёл от пролетарской поэзии, «где всё мечты, мечты и ложь». Жил в Москве в знаменитом «Доме писательского кооператива» (Камергерский переулок, 2).
В 1937 году расстрелян (арестован 30 января, приговорён 15 июля, расстрелян, вероятнее всего, 16 июля, одновременно с его другом – поэтом Михаилом Герасимовым).
В 1957 году реабилитирован, в 1958 году вышел сборник его стихов.
Жена — Анна Васильевна (урожд. Долговская; 1901 — после 1987). Дочери: Анна, Надежда, Валентина.
Кириллову принадлежит знаменитая строчка в стихотворении «Мы», написанном в ответ на заявление А. В. Луначарского о выходе в отставку в знак протеста против разрушения памятников русской культуры:
Во имя нашего Завтра – сожжём Рафаэля, разрушим музеи, растопчем искусства цветы

## Критика
Сергей Есенин назвал процитированные выше строки «довольно громкими, но пустыми», сказав также, что Кириллов относится к представителям «новой культуры и новой мысли» (имея в виду нарождающихся «пролетарских писателей»), которые «особенным изяществом и изощрением в своих узорах не блещут. Они очень во многом ещё лишь слабые ученики пройденных дорог или знакомые от века хулители старых устоев, неспособные создать что-либо сами».
Владимир Маяковский в своей биографии «Я сам» написал о том, как впервые пытался сочинить «полустихотворение»: «Получилось невероятно революционно и в такой же степени безобразно. Вроде теперешнего Кириллова».

## Книги
- Стихотворения, 1918
- Паруса, 1921
- Железный Мессия, 1921
- Отплытие, 1923
- Стихотворения. Книга 1-я, 1913-23, 1924
- Избранные стихи, 1926
- Голубая страна, 2-я книга стихов, 1927
- Избранные стихи 1917-32, 1933
- Стихотворения, 1958
- Стихотворения и поэмы, 1970